# Giorgio Ansaldi (militare)
Giorgio Ansaldi (Mondovì, 8 luglio 1795 – Balaklava, 2 luglio 1855) è stato un generale italiano, distintosi particolarmente nella prima guerra d'indipendenza durante la Battaglia di Novara del 1849. All'atto della costituzione del corpo di spedizione in Crimea assunse il comando della Brigata di riserva che operava in supporto alla due Divisioni rispettivamente al comando dei generali Giovanni Durando e Alessandro La Marmora.

## Biografia
Nacque alla Torre di Mondovì l’8 luglio 1795, sotto il regno di Vittorio Amedeo II che l'anno successivo avrebbe firmato l'armistizio di Cherasco con la Repubblica francese, spegnendosi qualche tempo dopo. Nel 1806, all'età di undici anni si arruolò in uno dei battaglioni dei "Cacciatori di Savoia" iniziando precocemente la carriera militare.
Nel 1814 fu promosso sottotenente, seguendo Re Vittorio Emanuele I quando quest'ultimo rientrò a Torino, proveniente da Cagliari, il 19 maggio successivo. Nel 1815, dopo la fuga di Napoleone Bonaparte dall'isola d'Elba, prese parte alla breve campagna militare contro la Francia, culminata nella battaglia di Waterloo che vide la definitiva sconfitta di Napoleone e il suo esilio sull'isola di Sant'Elena. Nel 1817 fu promosso tenente, divenendo capitano nel 1823, assegnato alla Brigata fanteria "Piemonte".
Nel 1835 fu assegnato, come comandante di battaglione, al 2º Reggimento della Brigata fanteria "Casale", e nel 1846 assunse il comando del 17º Reggimento,  rimanendo quindi in quella brigata col grado di maggior generale durante la guerra del 1848 contro l'Austria. Nel 1849, al comando della brigata, si distinse particolarmente durante la battaglia di Novara.
Nel 1851 assunse il comando della Brigata fanteria "Aosta", e nel corso del 1853 ormai prossimo al pensionamento, con lo scoppio della guerra di Crimea il Ministro della Guerra Alfonso La Marmora lo prese in considerazione per un comando operativo in vista dell'entrata in guerra contro l'Impero russo a fianco di Francia e Gran Bretagna. Con la costituzione del corpo di spedizione gli fu affidato il comando della Brigata di riserva, che doveva operare in sostegno alle due Divisioni rispettivamente al comando dei generali Giovanni Durando e Alessandro La Marmora. La Brigata era composta da due battaglioni del Reggimento "Granatieri di Sardegna", due della Brigata "Savoia" e il 1º battaglione bersaglieri.
Giunto a Balaklava l'8 maggio 1855, il giorno 25 dello stesso mese partecipò, insieme alla brigata del generale Manfredo Fanti ad una prima azione contro i russi, culminata con l'occupazione di Kamara. Contratto il colera si spense il 2 luglio, venendo sepolto in una tomba nei pressi dell'accampamento piemontese in un apposito monumento.

### Annotazioni
1. ↑  La firma dell'armistizio tra il Regno di Sardegna e la Repubblica francese avvenne a Cherasco il 28 aprile 1796, ed a esso seguì la firma del Trattato di Parigi (15 maggio) che prevedeva pesanti clausole, tra le quali la riduzione dell'esercito piemontese a 10.000 uomini, e il trasferimento dei migliori reparti in Sardegna fino al termine della guerra.
2. ↑  Tale reparto era stato costituito nel 1799 per decisione del Re Carlo Emanuele IV.
3. ↑  Durante il corso della battaglia la sua brigata fu particolarmente impegnata, tanto che ben trentasette ufficiali rimasero uccisi in azione.
4. ↑  Dove trovarono posto anche i generali Alessandro La Marmora e Rodolfo Gabrielli di Montevecchio.

### Fonti
1. ↑  Società dei Reduci della Crimea 1884, p. 1.
2. 1 2  Zichi 2016, p. 53.
3. 1 2 3  Società dei Reduci della Crimea 1884, p. 25.
4. ↑  Società dei Reduci della Crimea 1884, p. 12.
5. ↑  Zichi 2016, p. 54.
6. ↑  Società dei Reduci della Crimea 1884, p. 20.